# Edmund Spenser
Edmund Spenser (khoảng 1552 – 13 tháng 1 năm 1599) – nhà thơ Anh, tác giả của Nữ hoàng Tiên (The Faerie Queene) nổi tiếng và các thiên sử thi khác, cùng với William Shakespeare và John Milton, được coi là một trong những nhà thơ Anh lớn nhất.

## Tiểu sử
Edmund Spenser sinh ở London (điều này được tác giả nói đến trong trường ca Prothalamion), ngày sinh không rõ. Học ở Merchant Taylors' School và Pembroke College, Cambridge. Trong nhiều năm Spenser làm thư ký cho một số địa chủ. Từ năm 1579 – 1580 Spenser phục vụ quan đội Hoàng gia. Mùa hè năm 1580 sang Ai-len làm thư ký cho nhà quý tộc Arthur Lord Grey de Wilton và năm 1587 được cấp một trang trại rộng 1200 ha, trở thành một trong những địa chủ giàu có. Điều này cho phép Spenser theo đuổi nghiệp văn chương mà không phải vất vả với cuộc mưu sinh.
Năm 1598 cuộc khởi nghĩa ở Ai-len buộc Spenser bỏ về London và mất ngày 13 tháng 1 năm 1599.
Tác phẩm nổi tiếng nhất của Edmund Spenser là Nữ hoàng Tiên. Đề tài chính của kiệt tác này là cuộc đấu tranh giữa Tình yêu (với lòng khát khao muôn thuở giữ gìn cái đẹp, niềm vui và lòng tốt) và những sức mạnh hủy hoại của Thời gian và Sự thay đổi. Những sức mạnh này đi liền với những ý tưởng lừa dối và cuối cùng Spenser đi đến kết luận: không thể sống một cuộc đời đạo đức mà không học cách phân biệt những cái cứ ngỡ như là tốt từ thực tế.
Edmund Spenser đã sử dụng một thể loại thơ mà ngày nay được mang tên ông. Thể thơ này sau đó được Lord Byron, Percy Bysshe Shelley, John Keats tiếp tục phát triển trong sáng tạo của mình. Do kỹ thuật thơ phức tạp và ngôn ngữ thơ cổ kính nên Edmund Spenser đến thời điểm hiện tại hầu như chưa được dịch ra tiếng Việt.

## Tác phẩm
- The Shepheardes Calender (1579)
- The Faerie Queene (1590, 1596, 1609)
- Complaints Containing sundrie small Poemes of the Worlds Vanitie (1591)
  - The Ruines of Time
  - The Teares of the Muses
  - Virgil's Gnat
  - Prosopopoia, or Mother Hubberds Tale
  - Ruines of Rome: by Bellay
  - Muiopotmos, or the Fate of the Butterflie
  - Visions of the worlds vanitie
  - The Visions of Bellay
  - The Visions of Petrarch
- Daphnaïda. An Elegy upon the death of the noble and vertuous Douglas Howard, Daughter and heire of Henry Lord Howard, Viscount Byndon, and wife of Arthure Gorges Esquier (1594)
- Colin Clouts Come home againe (1595)
- Astrophel. A Pastoral Elegie upon the death of the most Noble and valorous Knight, Sir Philip Sidney (1595)
- Amoretti (1595)
- Epithalamion (1595)
- Four Hymns (1596)
- Prothalamion (1596)
- Dialogue on the State of Ireland (vers 1598)

## Một bài thơ
| SONNET IX Ôi, hai con mắt em chứa đầy sức mạnh Mang đến cho ta niềm vui và cả nỗi buồn Ta không tìm ra thứ gì ở cõi trần gian Có ánh sáng như vầy để mà đem so sánh. Không như mặt trời – mắt bừng khi đêm đến Chẳng với Mặt Trăng – mắt chẳng đổi thay gì Không với sao – mắt trong sạch thế kia Không với lửa – sáng mà không dữ tợn. Mắt cương nghị - không như là sét đánh Chẳng giống kim cương – mắt có vẻ mảnh mai Không như pha lê – mắt buồn khổ chia hai Không như kính – chỉ làm cho mắt giận. Ta đem mắt so với Đấng Toàn Năng Ánh sáng của Ngài chiếu cả trần gian. Bản dịch của Nguyễn Viết Thắng | SONNET IX LONG-WHILE I sought to what I might compare those powerful eyes, which lighten my dark spright, yet find I nought on earth to which I dare resemble th' image of their goodly light. Not to the Sun: for they do shine by night; nor to the Moon: for they are changed never; nor to the Stars: for they have purer sight; nor to the fire: for they consume not ever; Nor to the lightning: for they still persever; nor to the Diamond: for they are more tender; nor unto Crystal: for nought may them sever; nor unto glass: such baseness mought offend her; Then to the Maker self they likest be, whose light doth lighten all that here we see. |